# 德维拉
德维拉（英語：Deverra）古罗马神话女性神祇之一。为三保护神之一。主要负责帮助妇女分娩等事务，在古罗马得到祭祀与供奉，具有重要地影响与积极意义。

## 扩展阅读
- Myth Index - Deverra, Intercidona and Pilumnus